# Cake by the Ocean
Cake by the Ocean est une chanson du groupe DNCE, formé par Joe Jonas, ancien membre du boys band Jonas Brothers. La chanson est sortie en septembre 2015.

## Classements
| Classement (2015-16)         | Meilleure position |
| ---------------------------- | ------------------ |
| Australie (ARIA)             | 68                 |
| Canada (Hot 100)             | 9                  |
| États-Unis (Hot 100)         | 18                 |
| États-Unis (Adult Pop Songs) | 21                 |
| États-Unis (Pop Airplay)     | 11                 |
| Hongrie (Rádiós Top 40)      | 5                  |
| Hongrie (Single Top 40)      | 28                 |
| Irlande (IRMA)               | 98                 |
| Italie (FIMI)                | 87                 |
| Nouvelle-Zélande (RMNZ)      | 10                 |
| Pays-Bas (Single Top 100)    | 81                 |
| Pologne (ZPAV)               | 5                  |
| Slovaquie (IFPI Rádio)       | 88                 |
| Suède (Sverigetopplistan)    | 87                 |
| Suisse (Schweizer Hitparade) | 73                 |
| Tchéquie (IFPI Rádio)        | 17                 |

## Certifications
| Région                                                               | Certification | Ventes/Streams |
| -------------------------------------------------------------------- | ------------- | -------------- |
| Canada (Music Canada)                                                | Platine       | 80 000^        |
| États-Unis (RIAA)                                                    | Platine       | 1 000 000*     |
| Nouvelle-Zélande (RMNZ)                                              | Platine       | 15 000*        |
| *Ventes selon la certification ^Mise en rayon selon la certification |               |                |